# Bodior Tide Mill
Die Bodior Tide Mill (auch Melin Bodior oder Felin Carnau Tide Mill genannt) ist eine gut erhaltene Gezeitenmühle in Llanfair-yn-Neubwllin, auf Holy Island nahe der Insel Anglesey in Wales.
Eine Gezeitenmühle (auch Tide(n)mühle oder Flutmühle genannt) wird an Küsten mit ausreichendem Tidenhub periodisch mittels Ebbe und Flut betrieben.
Auf Anglesey waren Gezeitenmühlen ab dem 16. Jahrhundert für die lokale Wirtschaft von Bedeutung. Bodior Mill (oder Ty'n y Felin) stammt wahrscheinlich aus dieser Zeit, obwohl die einzige urkundliche Erwähnung im Jahr 1778 erfolgt. Sie umfasst einen Steindamm, der einen Tidal Creek, einen Schleusenkanal und einen in den Felsen geschnittenen Kanal am südöstlichen Ende, der das Mühlrad und die Mühlenplattform enthalten hat. Das Denkmal ist von nationaler Bedeutung als seltenes und gut erhaltenes Beispiel für eine frühe Gezeitenmühle.
Andere Gezeitenmühlen auf der Insel sind: Felin Carnau Tide Mill (1666 erwähnt) und die Felin Wen Tide Mill.
Im Vereinigten Königreich gibt es noch vier erhaltene Gezeitenmühlen:
- die Carew Tidal Mill in Wales, heute ein Museum
- in Woodbridge nahe Ipswich
- Efford Mill Lymington bei Southampton
- am River Lea im Osten Londons